# Hogna junco
Hogna junco là một loài nhện trong họ Lycosidae.
Loài này thuộc chi Hogna. Hogna junco được Léon Baert & Maelfait miêu tả năm 2008.